# Anemia australis
Anemia australis är en ormbunkeart som först beskrevs av John T. Mickel, och fick sitt nu gällande namn av M. Kessler och A. R. Sm. Anemia australis ingår i släktet Anemia och familjen Anemiaceae. Inga underarter finns listade.